# ألف كاري تفيت
ألف كاري تفيت (بالبوكمول: Alf Kåre Tveit) هو لاعب كرة قدم نرويجي في مركز الهجوم، ولد في 26 أبريل 1967 في فارسوند في النرويج. لعب مع نادي فيكينغ.

## وصلات خارجية
- ألف كاري تفيت على موقع اتحاد النرويج (النرويجية)
- ألف كاري تفيت على موقع قاعدة بيانات كرة القدم.إي يو (الإنجليزية)
- ألف كاري تفيت على موقع IMDb (الإنجليزية)